# 카바르디노발카리야 공화국의 행정 구역
다음은 카바르디노발카리야 공화국의 행정 구역이다.
- 공화국 지정 도시
  - 날치크 (Нальчик) (수도)
  - 박산 (Баксан)
  - 프로흘라드니 (Прохладный)
- 군
  - 박산스키군 (Баксанский)
  - 체겜스키군 (Чегемский)
    - 체겜 시 (Чегем)

  - 체렉스키군 (Черекский)
  - 옐브루스키군 (Эльбрусский)
    - 티르니아우스 시 (Тырныауз)

  - 레스켄스키군 (Лескенский)
  - 마이스키군 (Майский)
    - 마이스키 시 (Майский)

  - 프로흘라드넨스키군 (Прохладненский)
  - 테르스키군 (Терский)
    - 테레크 시 (Терек)

  - 우르반스키군 (Урванский)
    - 나르트칼라 시 (Нарткала)

  - 졸스키군 (Зольский)